# Vasia
Vasia är en ort och kommun i provinsen Imperia i regionen Ligurien i Italien. Kommunen hade 398 invånare (2018).